# Сотирас
Сотирас (грч. Σωτήρας) је насељено место на острву  Тасос у периферији Источна Македонија и Тракија, Грчка. Према попису из 2021. године било је 14 становника.
Сотирас је на попису из 1913. године имао 439 становника. После Другог светског рата становништво се иселило у новоизграђено насеље Скала Сотирос, које је раније служило као пристаниште, тако је 1981. Сотирас имао 94 становника.